# Sanborns
 (septembre 2017).
Si vous disposez d'ouvrages ou d'articles de référence ou si vous connaissez des sites web de qualité traitant du thème abordé ici, merci de compléter l'article en donnant les références utiles à sa vérifiabilité et en les liant à la section « Notes et références ».

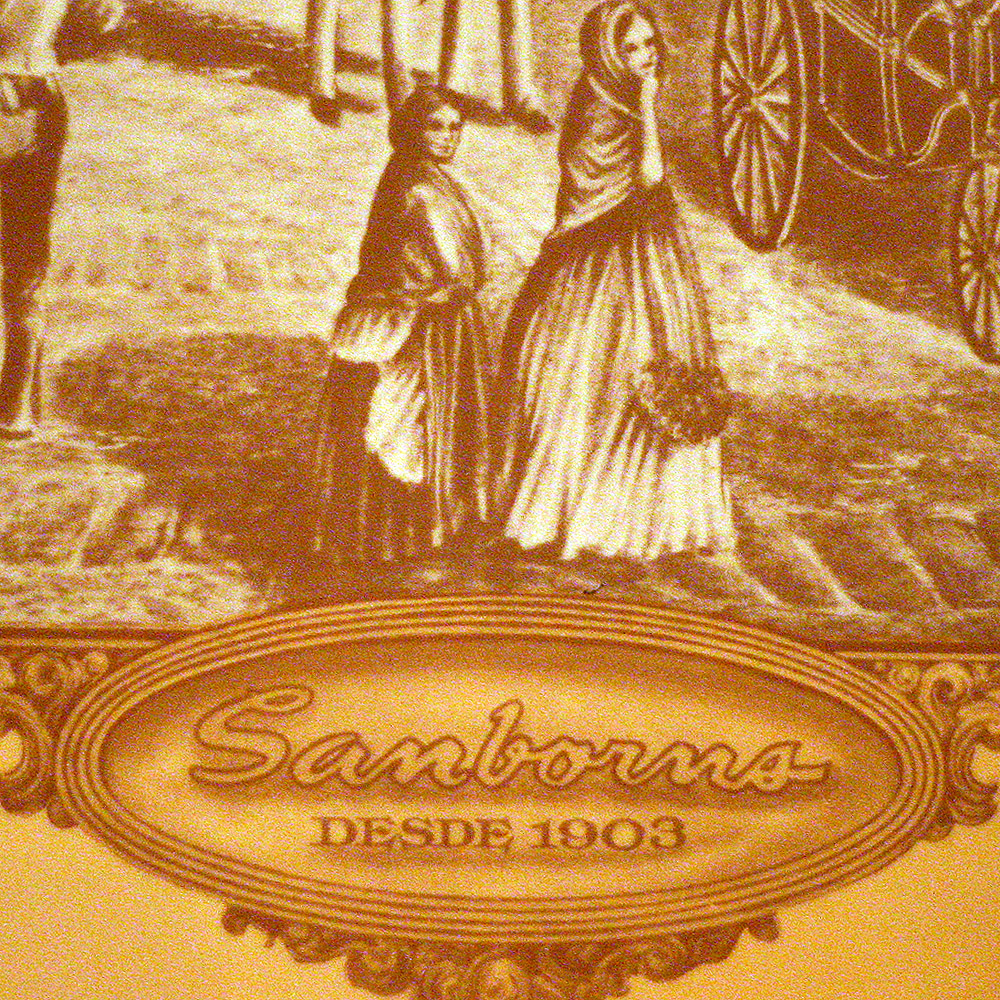

Grupo Sanborns est une chaîne mexicaine de restaurants et de grands magasins.

## Historique
Sanborn Hermanos fut fondée à Mexico le 19 juin 1903 par des immigrants originaires de Californie, Walter et Frank Sanborn. Originellement, il s'agissait d'une petite droguerie de proximité, mais l'installation de la première limonaderie historique du pays leur apportera le succès : 3 succursales furent ouvertes à Mexico, et une à Tampico, qui fut détruite peu de temps après lors d'une émeute anti-américaine. Le 11 octobre 1919, les trois succursales furent fermées et le groupe s'installa à la Casa de los Azulejos, qui existe encore en 2023 au centre-ville de Mexico. Le restaurant, réputé pour être le plus élégant de la ville, connut le succès et le groupe se développa jusqu'en 1985, année du rachat par le Groupe Carso du milliardaire Carlos Slim. En 2008, Sanborns comptait 190 succursales au Mexique. Le premier restaurant installé hors du pays fut ouvert au Salvador en 2005.
En mars 1999 est constitué le Groupe Sanborns, qui inclut la ligne commerciale du Groupe Carso, et prend à sa charge les affaires des commerces départementaux (Sanborns, Sears Roebuck et Dorians), restaurants et cafés (Sanborns café et Café caffe), pâtisseries (El Globo) et magasins de musique (Mixup). Le Groupe Sanborns se charge également du développement, de la location, et de l'administration des centres commerciaux. En 2003, il acquiert les six magasins départementaux JC Penney du pays, qu'il transforme en Sears Roebuck à Mexico et en Dorian's en province.